# Casey Bailey
Casey Bailey (* 27. Oktober 1991 in Anchorage, Alaska) ist ein US-amerikanischer Eishockeyspieler, der seit Juni 2024 bei den Graz 99ers aus der ICE Hockey League (ICEHL) unter Vertrag steht und dort auf der Position des rechten Flügelstürmers spielt. Zuvor absolvierte Bailey unter anderem über 200 Spiele in der American Hockey League (AHL) und bestritt darüber hinaus 13 Partien für die Toronto Maple Leafs sowie Ottawa Senators in der National Hockey League (NHL). In der Deutschen Eishockey Liga (DEL) war er für die Iserlohn Roosters und den ERC Ingolstadt aktiv.

## Karriere
Bailey wurde in Anchorage im US-Bundesstaat Alaska geboren, spielte im Juniorenalter zunächst dort, später aber in der kanadischen Provinz British Columbia Eishockey. So war er nach Abschluss der High School in Anchorage zwischen 2009 und 2011 für die Alberni Valley Bulldogs in der British Columbia Hockey League aktiv, ehe es ihn für ein Jahr in die United States Hockey League (USHL) zog, wo er für die Omaha Lancers auflief. Im Sommer 2012 wechselte der Angreifer auf die Pennsylvania State University. Neben seinem Studium spielte er parallel für die Eishockeymannschaft der Universität in der Big Ten Conference, einer Division im Spielbetrieb der National Collegiate Athletic Association (NCAA).

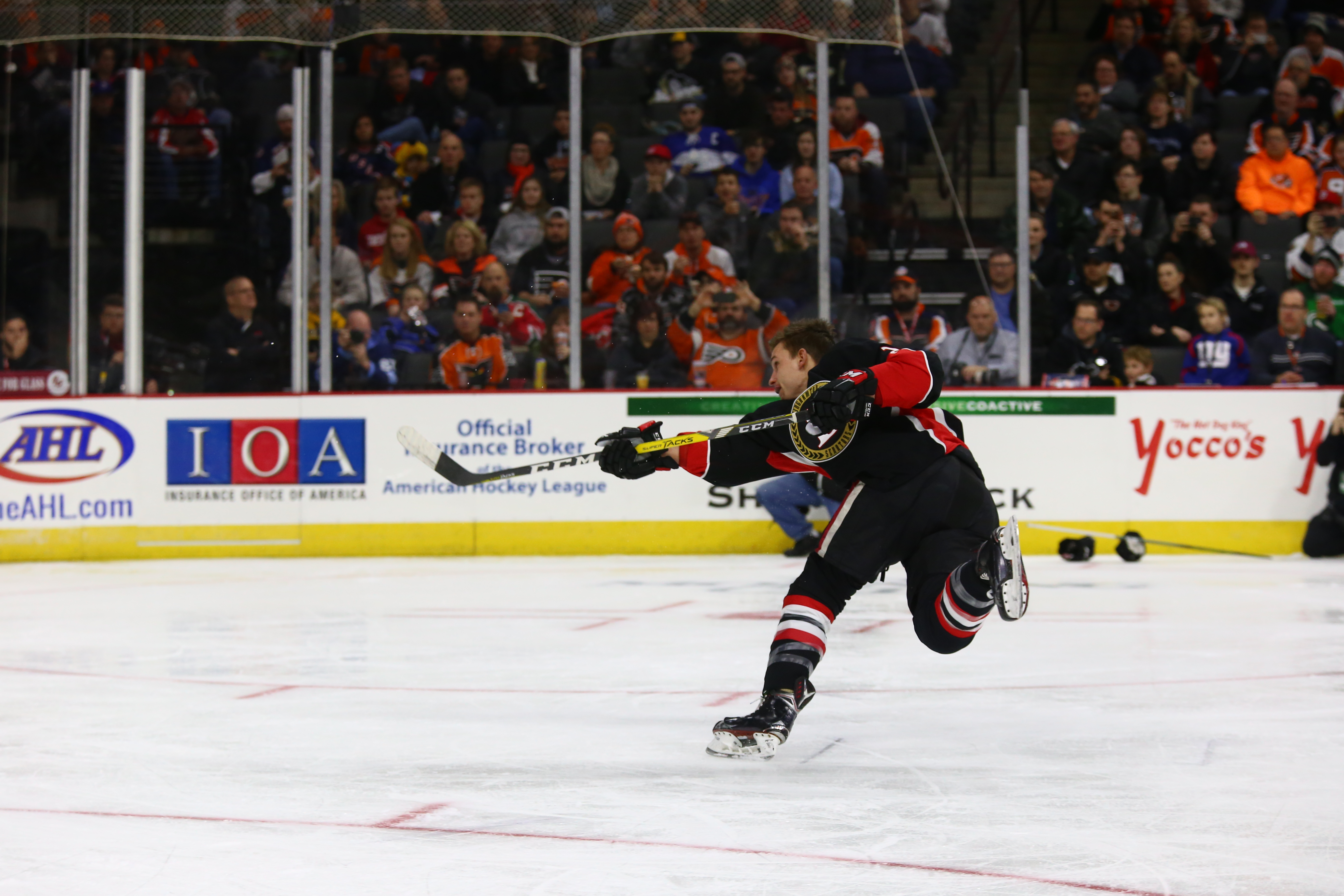
Bailey im Trikot der Binghamton Senators beim AHL All-Star Classic 2017

Von dort wurde Bailey im Frühjahr 2015 ungedraftet von den Toronto Maple Leafs aus der National Hockey League (NHL) unter Vertrag genommen. Im restlichen Verlauf der Saison 2014/15 kam er dort in sechs Spielen zum Einsatz, bevor er sich zur Spielzeit 2015/16 im Farmteam Toronto Marlies in der American Hockey League (AHL) wiederfand. Im Februar 2016 wurde Bailey Bestandteil eines neun Spieler umfassenden Transfergeschäfts zwischen seinem Arbeitgeber Toronto und den Ottawa Senators. Gemeinsam mit Bailey gaben die Maple Leafs Dion Phaneuf, Matt Frattin, Ryan Rupert und Cody Donaghey an Ottawa ab, während diese Jared Cowen, Colin Greening, Milan Michálek und Tobias Lindberg sowie ein Zweitrunden-Wahlrecht im NHL Entry Draft 2017 in die entgegengesetzte Richtung schickten. Bei den Senators kam Bailey bis zum Saisonende ausschließlich in der AHL bei den Binghamton Senators zum Einsatz, zu deren Aufgebot er auch in der Saison 2016/17 gehörte. Im Verlauf der Spielzeit absolvierte er im Dezember 2016 und Januar 2017 seinen ersten NHL-Einsätze seit April 2015.
Nach dem Ende der Saison 2016/17 erhielt Bailey keinen weiterführenden Vertrag von den Senators, sodass er sich im Oktober 2017 den Bridgeport Sound Tigers aus der AHL anschloss. Dort verbrachte er die Spielzeit 2017/18, ehe sich Bailey für ein Engagement in Europa entschied und zur Saison 2018/19 zum HC Slovan Bratislava aus der Kontinentalen Hockey-Liga (KHL) wechselte. Den slowakischen Hauptstadtklub verließ er allerdings nach nur einer Spielzeit, in der ihm in 45 Einsätzen lediglich fünf Scorerpunkte gelangen, und schloss sich im Oktober 2019 den South Carolina Stingrays aus der ECHL an, wurde aber wenig später an die Charlotte Checkers in die AHL ausgeliehen. Im November 2019 zog es den Stürmer zu den Växjö Lakers nach Schweden. Im September 2020 schloss sich Bailey den Iserlohn Roosters aus der Deutschen Eishockey Liga (DEL) an, bei denen er drei Spielzeiten verbrachte und zu den konstantesten Scorern im Team der Sauerländer gehörte. Zur Saison 2023/24 wechselte der US-Amerikaner nach der Vertragsauflösung in Iserlohn innerhalb der DEL für eine Spielzeit zum Vizemeister ERC Ingolstadt.
Anschließend verließ Bailey die DEL und schloss sich zur Spielzeit 2024/25 dem österreichischen Klub Graz 99ers aus der ICE Hockey League an.

## Erfolge und Auszeichnungen
- 2015 Big Ten Conference First All-Star Team
- 2017 Teilnahme am AHL All-Star Classic

## Karrierestatistik

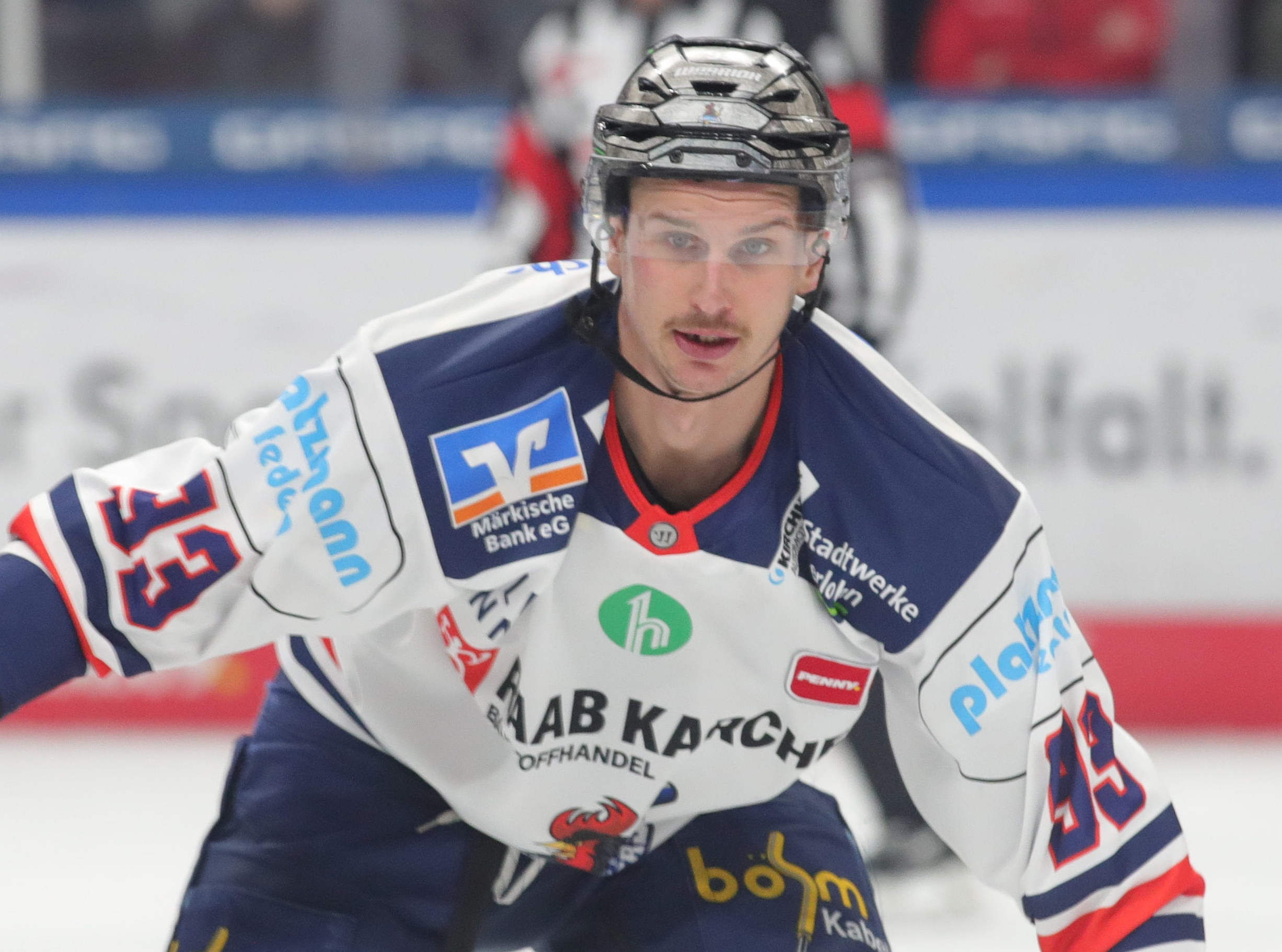
Bailey als Spieler der Iserlohn Roosters (2022)

Stand: Ende der Saison 2024/25
(Legende zur Spielerstatistik: Sp oder GP = absolvierte Spiele; T oder G = erzielte Tore; V oder A = erzielte Assists; Pkt oder Pts = erzielte Scorerpunkte; SM oder PIM = erhaltene Strafminuten; +/− = Plus/Minus-Bilanz; PP = erzielte Überzahltore; SH = erzielte Unterzahltore; GW = erzielte Siegtore; 1 Play-downs/Relegation; Kursiv: Statistik nicht vollständig)